# Alcione Athayde
Alcione Athayde (Campos dos Goytacazes, 11 de julho de 1954) é uma médica e ex-deputada federal brasileira, eleita por duas vezes: em 1995, pelo PP-RJ e reeleita em 1999 pelo PSB-RJ.

## Prisões
Em 2008, Alcione Athayde foi presa no âmbito da "Operação Pecado Capital", que investigou corrupção na área de Saúde durante o governo de Rosinha Garotinho.
Em novembro de 2019, Alcione e a filha foram presas durante a "Operação Patron", que visava desarticular uma organização do doleiro Dario Messer.